# Opération du visa
L'opération du visa, lancée sous la régence de Philippe d'Orléans, consiste en l'inventaire de tous les détenteurs de papiers d’État (emprunt, rente viagère et perpétuelle, loterie, billets, créances sur le Trésor, etc.). Le but de cette vérification était le remplacement pur et simple des effets par de nouveaux, plus avantageux pour le Trésor, émargé d'une taxation à hauteur des revenus constatés, ce qui devait en principe entrainer une réduction de la dette publique de la France.  
Le 26 janvier 1721, une nouvelle opération du visa fut instituée, via une commission dirigée par le banquier Joseph Pâris Duverney et le contrôleur général des finances Félix Le Peletier de La Houssaye, après le désastre financier consécutif au système de Law.

## Première tentative d'apurer la dette (1715-1717)

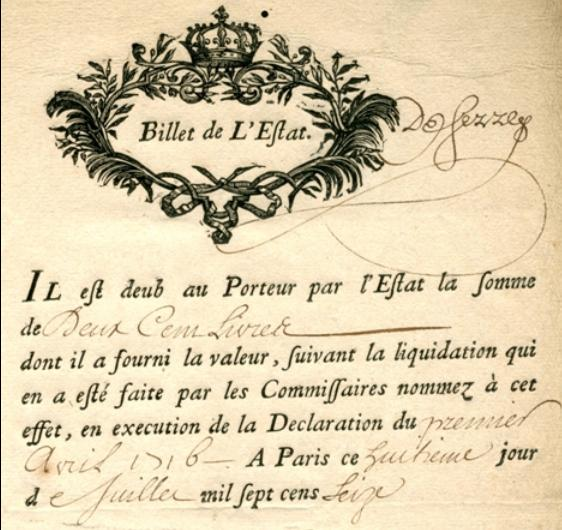
Billet de l'Estat émis le 8 juillet 1716 d'une valeur de 200 livres dans le cadre de l'opération.

On entend ici par « visa » la permission ou l'autorisation de posséder un bénéfice après vérification.
La première tentative en vue de réduire la dette publique constatée après la mort de Louis XIV fut effectuée par décisions arbitraires d'une commission, en imposant des amendes à la plupart des créanciers nationaux de l’État par le biais de la chambre de justice. Le régent, successeur de Louis XIV, proposa ensuite aux personnes dont les effets avaient été contrôlés de convertir leurs créances à l'occasion de la mise en place du système de Law, lequel entraîna, par sa banqueroute, la mise en place en 1721 d'une nouvelle opération du visa.
Le 1er septembre 1715, Louis XIV meurt laissant son royaume avec une dette de près de 3 milliards de livres qui dépassait les espèces en circulation à un moment où les impôts de guerre étaient difficiles à maintenir, après la guerre de Succession d'Espagne. 
De 1700 à 1715, les dépenses avaient excédé les recettes d'environ 2 milliards, qu'il avait fallu emprunter à des taux exorbitants (dont à l’étranger), sous peine de voir la France envahie, démembrée. La dette flottante et immédiatement exigible était, au mois de septembre 1715, de 709 millions de livres.
Le 4 novembre 1715, un arrêt du conseil des finances oblige « les traitants, sous-traitants et autres gens d'affaires, de rendre compte de leurs géries » : cet édit vise les traitants et partisans chargés en province depuis 1687 de récolter diverses taxes et qui étaient censés en verser le produit, ou du moins, l'avance, au roi. 
Le 7 décembre 1715, une commission chargée de réviser les titres divers de cette dette la soumet à une réduction arbitraire, et en paya la presque totalité avec 250 millions de billets de l'État, remboursables à des échéances échelonnées, et qui perdirent eux-mêmes, dès le premier jour, 40 %. Le possesseur de 100 livres de papier, à la mort de Louis XIV, n'aurait pu en tirer plus d'une vingtaine en espèces. Ces billets encombraient désormais le marché, et s'ajoutaient à ceux émis par l'extraordinaire du temps de la guerre.
Cette première opération du visa fut suivie en mars 1716 par la création de la chambre de justice que le duc Adrien Maurice de Noailles, président du Conseil de finances, fit établir après avoir préalablement envoyé un certain nombre de financiers à la Bastille, et défendu, sous peine de la vie, à tous les commis d’État, de s'éloigner de leur résidence. Dans une lettre qu'il adressa, le 21 septembre 1715, à Madame de Maintenon, le duc de Noailles avait préalablement peint avec force les embarras financiers que Louis XIV avait légués au régent, s'en servant ensuite pour tracer lui aussi un bilan accablant.
Parmi les « victimes » de la chambre de justice se trouve le célèbre financier Paul Poisson de Bourvallais, qui avait inspiré le personnage de la comédie Turcaret. Il s'était fait bâtir sur la place Vendôme, l'Hôtel de Bourvallais, où est de nos jours le ministère de la Justice. Il vit sa fortune, qui dépassait 4 millions, entièrement confisquée. Mais sur 219 millions de confiscations prononcées, il n'était pas rentré, en mars 1717, la moitié de cette somme au Trésor : ce jour-là, la chambre de justice fut dissoute. On compte aussi Claude-François Paparel, qui fut condamné à mort (puis exilé), et dont l'affaire fut comparée à celle de Nicolas Fouquet par Voltaire : en tout, 4 535 personnes furent taxées.

## La nouvelle commission (1721-1726)
Après la faillite du système de Law, le financier Pâris Duverney, le plus doué des quatre frères Paris, dirigea la commission du visa créée le 26 janvier 1721, composée de huit conseillers d'État et de 25 maîtres des requêtes, chargée, avec le concours de près de 2 000 commis, du visa des papiers provenant de la Banque royale, qui risquait de pénaliser plus d'un demi million d'épargnants en raison de l'effondrement de la valeur des actions de la Compagnie d'Occident et l'impossibilité de convertir en or ses billets de banque, qui avaient servi à écluser les dettes de l'État. 
Les billets de banque et les obligations furent classés en cinq catégories, en fonction du caractère plus ou moins spéculatif de l'investissement qu'ils avaient réalisé, et donc plus ou moins taxés. Au total, 511 000 foyers fiscaux furent contrôlés, chiffre considérable pour l'époque. Sur 3 à 4 milliards de titres en circulation, il n'en viendra au visa que 2,2 milliards sur lesquels l'État ne reconnaîtra que 1,7 milliard, ce qui revenait donc à diviser par deux la dette laissée à sa mort par Louis XIV. Le but recherché par le conseil des finances dès la fin 1715 était donc atteint.

## Bilan de la seconde opération du visa, selon ses organisateurs
L'opération du visa fut une grande réussite : les petits porteurs de bonne foi furent dédommagés et les « agioteurs », détenteurs de papiers d'origine douteuse, fortement pénalisés. Paris-Duverney et son assistant François Deschamps « consacrèrent plus de la moitié de leur livre des années 1730, intitulé Réflexions politiques à la réfutation serrée des allégations de leur critique et au procès du système, et firent même l'apologie de leurs propres opérations de 1721 à 1726 ». 
La qualité de la documentation ainsi mise à jour explique l'utilisation qui en a été faite pendant plus d'un siècle par beaucoup d'historiens du système de Law : accusés de mansuétude envers leurs amis, ils firent valoir que sous l'opération du visa de 1721, le montant des amendes équivaut au double de celui de la Chambre de justice, mise sur pied en 1716, et qui avait de son côté plutôt sanctionné les amis des frères Paris. Certaines de ces condamnations avaient d'ailleurs été précédemment jugées insuffisantes : le 28 novembre 1716, la Chambre de Justice sanctionna par exemple le banquier Antoine Crozat à payer une taxe de 6 600 000 de livres (cependant, la déclaration de ses états financiers ne semble pas se trouver dans les archives de la chambre, car il bénéficiait de la protection du régent), dont il s'acquitta en revendant à la Banque générale sa Compagnie du Mississippi.
Lors de l'opération de 1721, les spéculateurs les plus importants, les plus riches et les plus actifs dans la banqueroute du système de Law, tels le duc de Bourbon et le prince de Conti, ne furent cependant pas inquiétés : « La commission servit autant à détruire les pièces à conviction qu'à immoler la planche à billets », selon les termes de Georges Valance.

## Chronologie des tentatives de refinancement de la dette du royaume entre 1708 et 1726
- 1708 : première proposition de John Law à la France, rejetée par Louis XIV.
- 1709 : Grande famine de 1709, causée par la guerre, une suite de mauvaises récoltes et un hiver glacial.
- 1713 : la Compagnie du Mississippi est créée par Antoine Crozat, financier de Louis XIV.
- 15 septembre 1715 : Adrien Maurice de Noailles président du nouveau Conseil de finance. Une dizaine de conseils créés en tous domaines (polysynodie).
- 21 septembre 1715 :  Adrien Maurice de Noailles écrit à Madame de Maintenon, dépeint les embarras financiers du royaume.
- 4 novembre 1715 : arrêt du conseil obligeant « les traitants, sous-traitants et autres gens d'affaires » à transmettre aux autorités leurs inventaires comptables.
- mars 1716 : création de la chambre de justice, l'inventaire des fortunes commence.
- 17 mars 1716 : une déclaration royale autorise les domestiques à dénoncer leurs maîtres.
- mai 1716 : la Banque générale, créée par John Law, autorisée à émettre du papier-monnaie contre de l'or.
- 10 avril 1717 : les billets de la Banque générale peuvent être reçus en paiement des impôts.
- 1717 : la Compagnie d'Occident est créée par John Law.
- mai 1718 : décret de refonte des monnaies, l'écu de 3 livres 10 sous, qui pesait une once n'en pèse plus qu'une demie.
- janvier 1719 : la Banque générale de John Law devient Banque royale (donc de l’État).
- 1719 : la Compagnie d'Occident fusionne avec la Compagnie du Sénégal, la Compagnie de Chine et la Compagnie française des Indes orientales.
- 1719 : la Compagnie d'Occident renégocie les rentes du royaume, lui reprête 1,2 milliard à 3 %.
- août 1719 : la compagnie obtient le droit de percevoir les impôts indirects et de fabriquer la monnaie.
- 5 janvier 1720 : un milliard de livres de billets de banque émis, le capital de la banque se monte à 322 millions de livres.
- mars 1720 : Louis Armand II de Bourbon-Conti (1695-1727), filleul de Louis XIV, puis Louis IV Henri de Bourbon-Condé, petit-fils de Louis XIV, convertissent des masses de billets en or.
- juin 1720 : les frères Paris exilés de force en Lorraine.
- 17 juillet 1720 : 17 morts dans les émeutes rue Quincampoix.
- 21 juillet 1720 : un arrêt institue une semi-banqueroute de la Banque royale. Le Parlement exilé à Pontoise.
- 10 octobre 1720 : inconvertibilité des billets de banque à partir du 1er novembre.
- 28 octobre 1720 : un arrêt oblige les détenteurs d'actions à les faire timbrer au siège de la société. Ceux jugés « de bonne foi » les reçoivent sous huitaine, les autres sous trois ans.
- décembre 1720 : John Law, ruiné, est obligé de s'enfuir du royaume.
- décembre 1720 : les frères Pâris autorisés à revenir en France.
- 11 décembre 1720 : Félix Le Peletier de La Houssaye nommé contrôleur général des finances.
- 2 janvier 1721 : Pâris Duverney préside la commission du visa, chargée de réviser la fortune de ceux qui, grâce au système de Law, firent des bénéfices exagérés. Cette opération enregistre 2,5 milliards de livres et 511 000 déposants jusqu'à janvier 1722. La dette revient à 1,7 milliard de livres, 185 spéculateurs frappés d'amende, pour 187 millions de livres, 40 % des « visés » totalement indemnisés.
- 21 avril 1722 : Charles Gaspard Dodun nommé contrôleur général des finances.
- 1725 : Joseph Pâris créé une caisse d’amortissement de la dette publique, de nouveaux impôts et rétablit le droit de joyeux avènement[10].
- 1723 : « affaire Gérard Michel de La Jonchère », accusé de malversation par les frères Pâris.
- 1725 : Paul Poisson de Bourvallais, lié aux frères Pâris, doit s’exiler à la suite de spéculations frauduleuses.
- 1725 : les ennemis des frères Pâris les accusent d'avoir, en 1722, fait passer de grandes quantités de blé à l'étranger pour les revendre ensuite en France à prix exorbitant[11].
- 1726 : toutes les fermes rassemblées en un bail unique. Les quarante fermiers généraux deviennent fabuleusement riches.
- 1726 : les frères Pâris, doivent de nouveau s’exiler.